# Kabinett Motzfeldt VI
Das Kabinett Motzfeldt VI war die achte Regierung Grönlands.

## Entstehung
Nach sechs Jahren als Regierungschef zog sich Lars Emil Johansen 1997 während der laufenden Legislaturperiode zurück, um einen Job als Vizedirektor bei Royal Greenland anzunehmen. Daraufhin einigten sich Jonathan Motzfeldt, Mikael Petersen und Peter Grønvold Samuelsen auf ersteren als neuen Premierminister. Er hatte das Amt schon von 1979 bis 1991 inne. Zuvor hatte auch Peter Grønvold Samuelsen das Amt für sich beansprucht. Abgesehen vom Premierminister wurden kaum Änderungen in der Zusammensetzung der Regierung vorgenommen. Einzig Benedikte Thorsteinsson wurde durch Mikael Petersen ersetzt. Zudem wurden einige Ressorts in andere Ministerien umgelagert.

## Kabinett
| Minister                          | Ministerium                                  | Anmerkung |
| --------------------------------- | -------------------------------------------- | --------- |
| Jonathan Motzfeldt (Siumut)       | Premierminister                              |           |
| Paaviaaraq Heilmann (Siumut)      | Fischerei, Jagd, Erwerb und Landwirtschaft   |           |
| Marianne Jensen (Siumut)          | Gesundheit, Umwelt und Forschung             |           |
| Mikael Petersen (Siumut)          | Soziales und Arbeitsmarkt                    |           |
| Peter Grønvold Samuelsen (Siumut) | Tourismus, Verkehr, Handel und Kommunikation |           |
| Daniel Skifte (Atassut)           | Wirtschaft und Wohnungswesen                 |           |
| Konrad Steenholdt (Atassut)       | Kultur, Bildung und Kirche                   |           |